# Aaron Grady
Aaron Grady (Michigan, 1 de Outubro de 1990) é um ator estadunidense.

## Carreira

### Televisão
- 2006 Haversham Hall - Max Warble
- 2006 The Bernie Mac Show - DeSean
- 2005 ER - Joe
- 2004 Cold Case
- 2004 The Big House - CJ
- 2008 Everybody Hates Chris - Dwayne / Slaver Slav

### Cinema
- 2006 The Celestine Prophecy